# Gare d'Aigueperse
La gare d'Aigueperse est une gare ferroviaire française de la ligne de Saint-Germain-des-Fossés à Nîmes-Courbessac, située sur le territoire de la commune d'Aigueperse, à 1 000 mètres du centre ville, dans le département du Puy-de-Dôme en région Auvergne-Rhône-Alpes.
Elle est mise en service en 1855 par la Compagnie du chemin de fer de Paris à Orléans (PO). 
C'est une halte voyageurs de la Société nationale des chemins de fer français (SNCF), desservie par des trains TER Auvergne-Rhône-Alpes.

## Situation ferroviaire
Établie à 356 mètres d'altitude, la gare d'Aigueperse est située au point kilométrique (PK) 378,390 de la ligne de Saint-Germain-des-Fossés à Nîmes-Courbessac, entre les gares de Gannat et d'Aubiat.
C'est une gare d'évitement, avec une deuxième voie (rénovée en novembre 2015) qui permet le croisement des trains.

## Histoire
En 1853, l'enquête faite pour choisir l'emplacement des gares conclut à la création de la gare d'Aigueperse. Elle est mise en service par la Compagnie du chemin de fer de Paris à Orléans (PO) le 7 mai 1855, lorsqu'elle ouvre la première voie de la section de Saint-Germain-des-Fossés à Clermont-Ferrand. C'est la Compagnie du chemin de fer Grand-Central de France qui en prend l'exploitation à la suite de la cession de la ligne par le PO.

## Service des voyageurs

### Accueil
Halte SNCF, c'est un point d'arrêt non géré (PANG) à entrée libre. Elle est équipée d'automates pour l'achat de titres de transport et de deux quais latéraux d'une longueur utile de 165 mètres.
Une passerelle permet l'accès aux quais et la traversée des voies.

### Desserte
Aigueperse est desservie par des trains TER Auvergne-Rhône-Alpes qui effectuent des relations entre les gares de Clermont-Ferrand et de Gannat ou Montluçon.

### Intermodalité
Le centre-ville est à 1 000 mètres de la gare où un parking pour les véhicules est aménagé.
Elle est desservie par des cars TER qui complètent la desserte ferroviaire : lignes de Gannat à Clermont-Ferrand et de Montluçon à Clermont-Ferrand.

Équipements pour les voyageurs
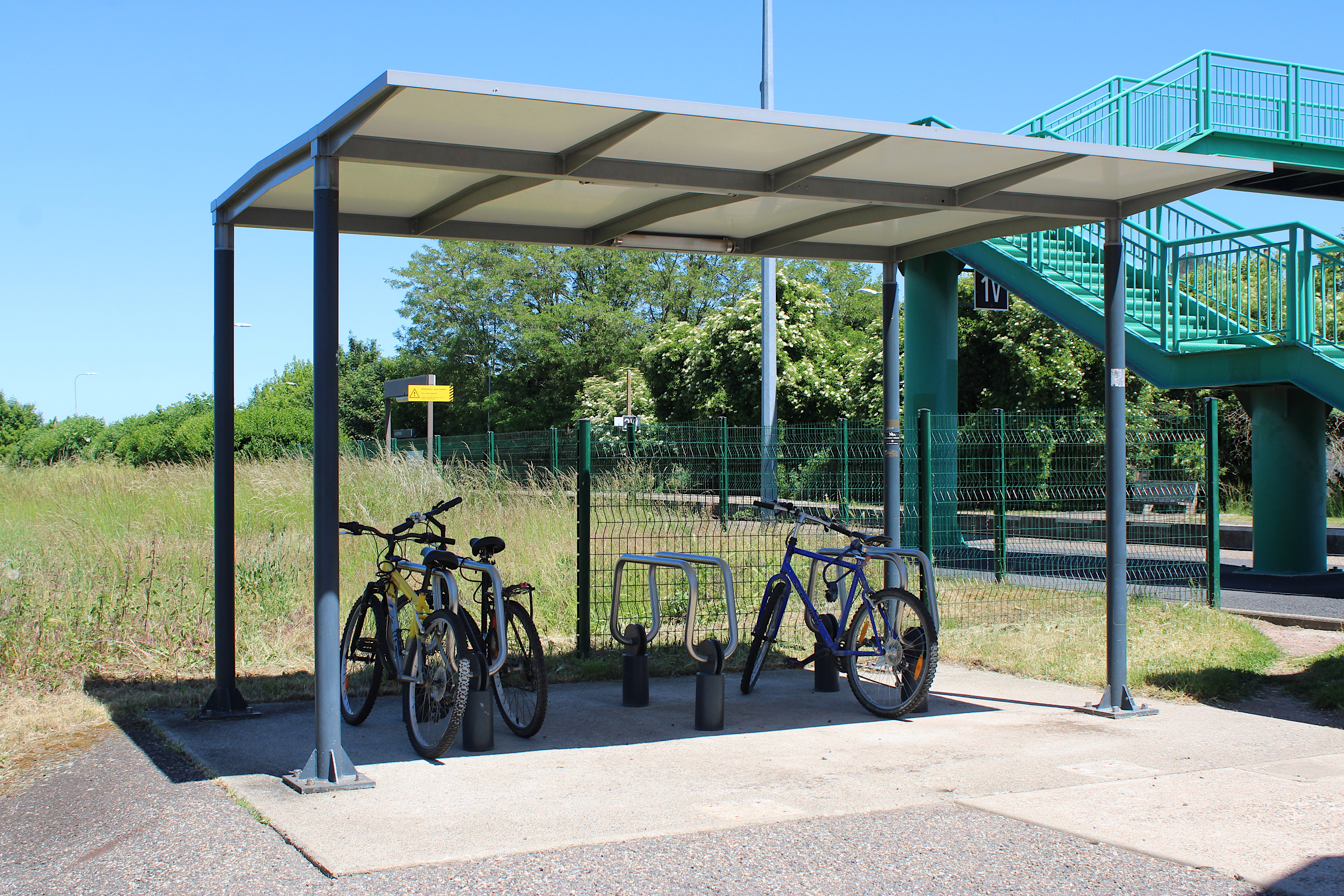
Abri vélos.
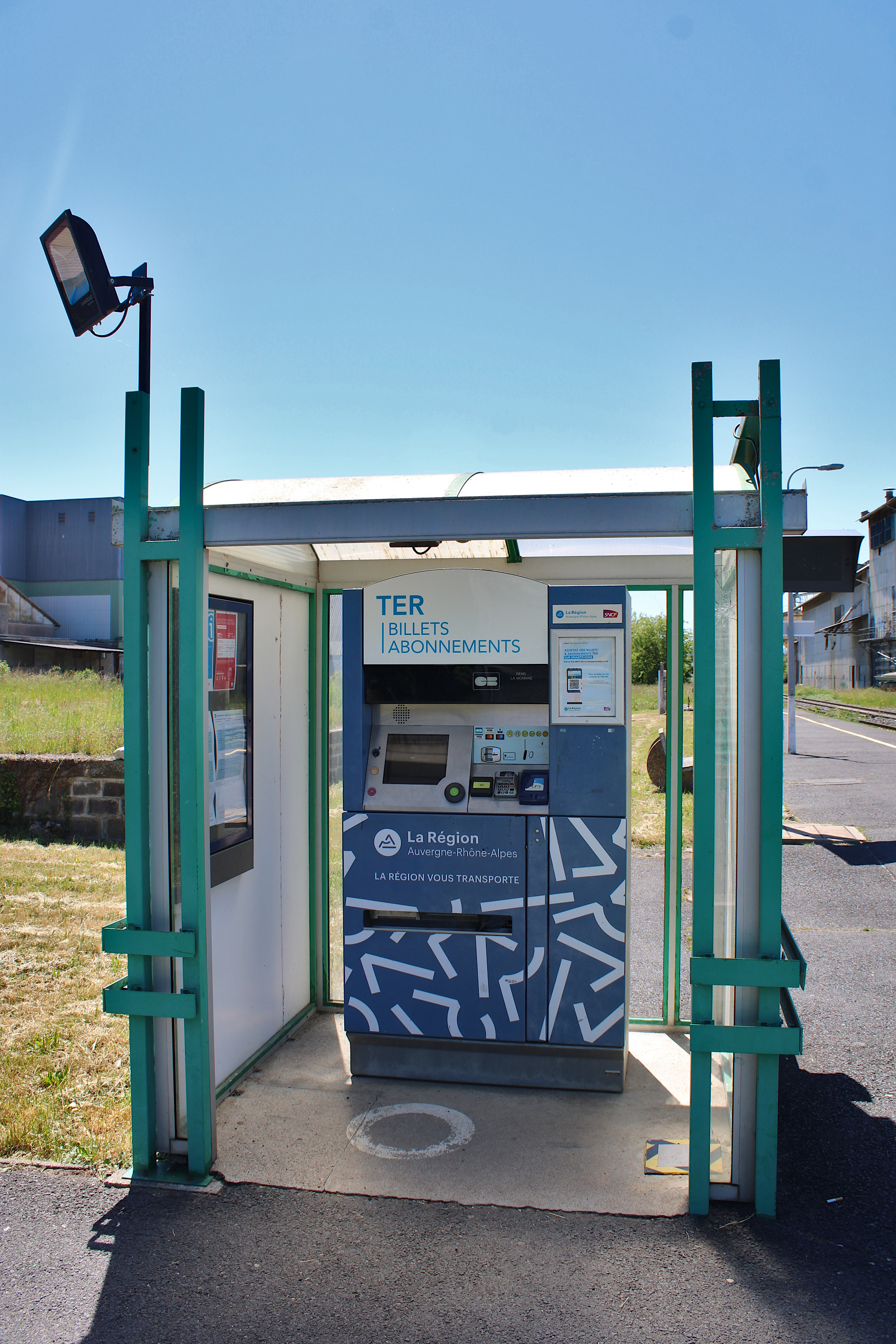
Automate.
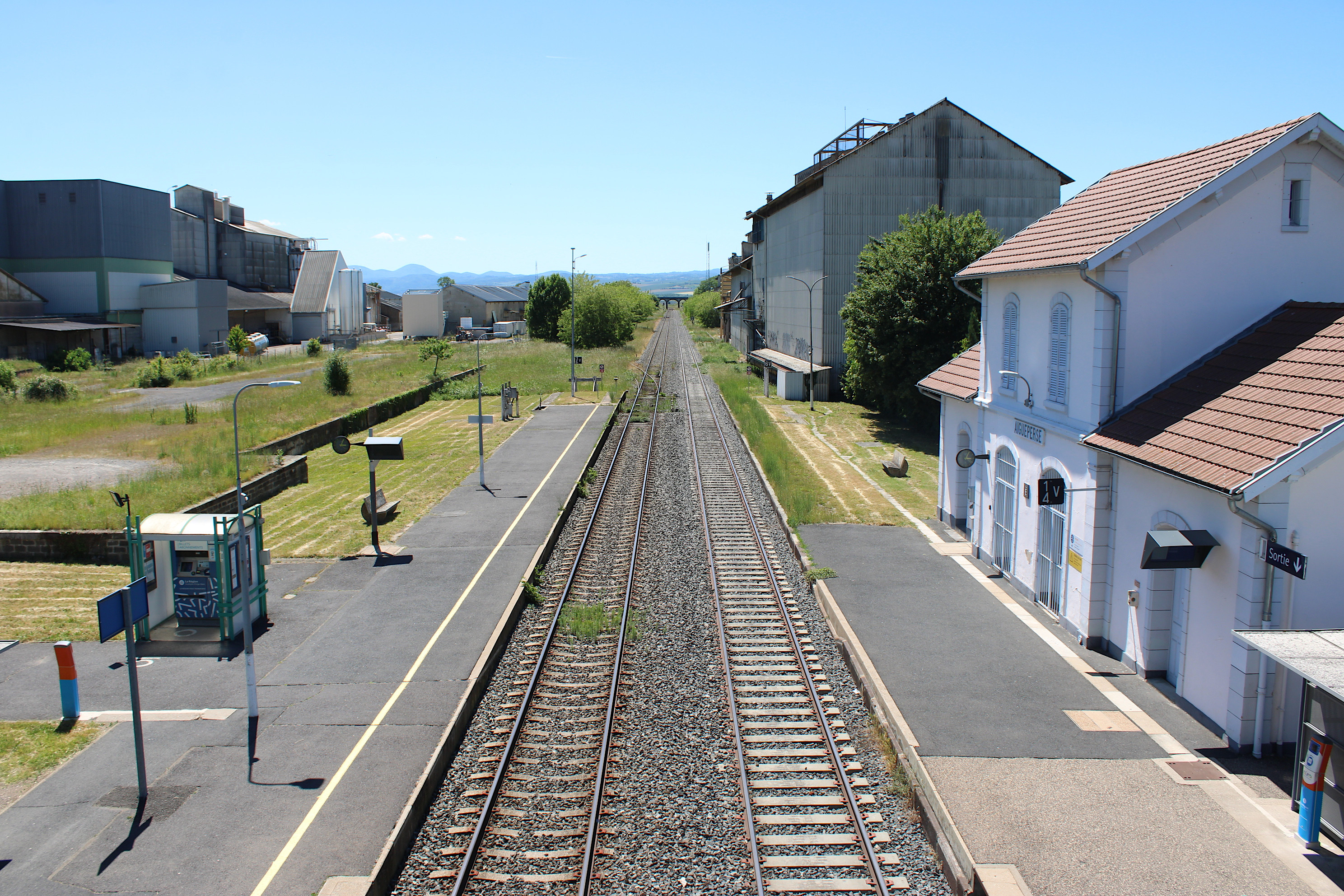
Voies en direction de Riom.
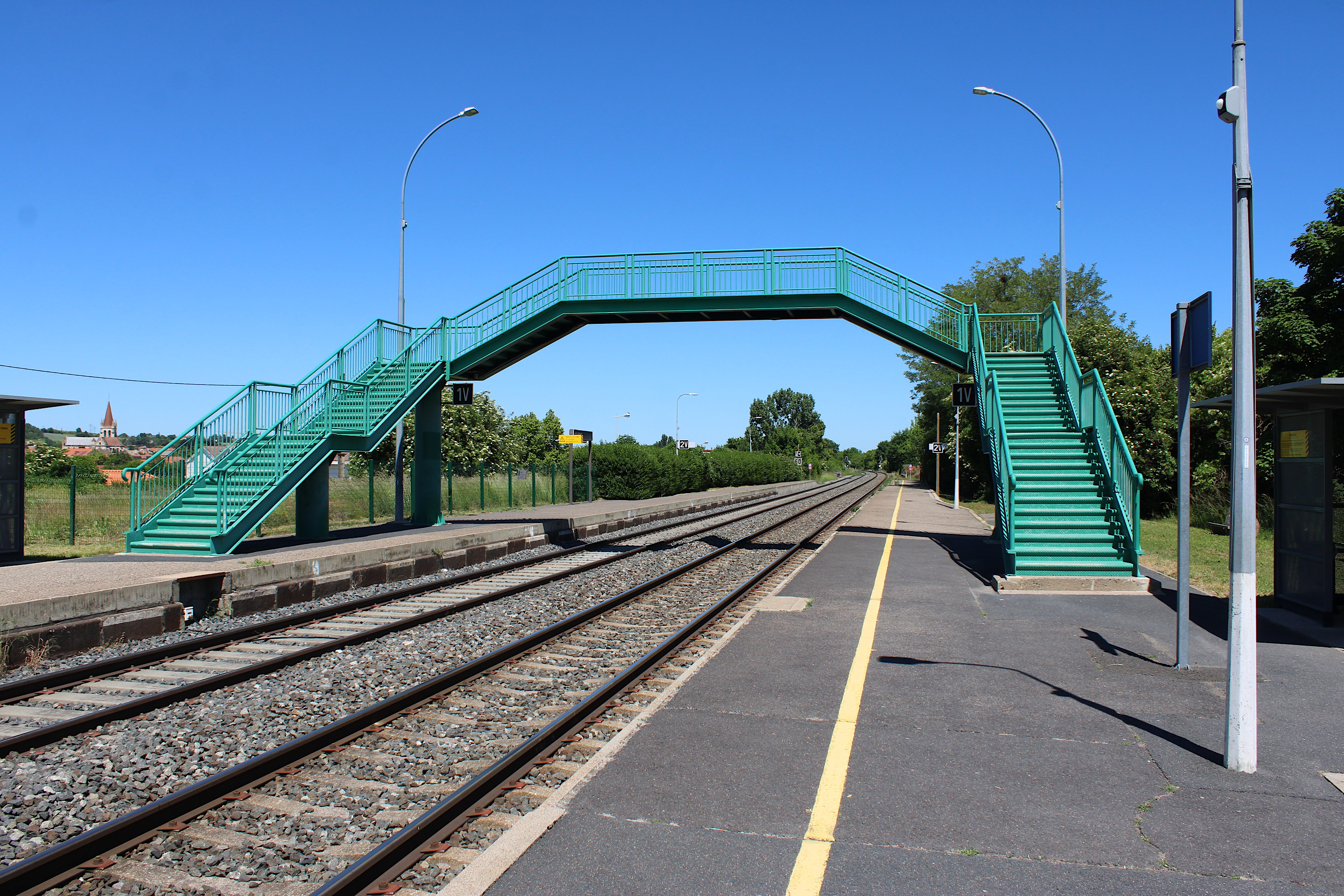
Passerelle.